# Pachystoma pubescens
Pachystoma pubescens är en orkidéart som beskrevs av Carl Ludwig von Blume. Pachystoma pubescens ingår i släktet Pachystoma och familjen orkidéer. Inga underarter finns listade i Catalogue of Life.